# Apsilochorema utchtchunam
Apsilochorema utchtchunam là một loài Trichoptera thuộc họ Hydrobiosidae. Chúng phân bố ở miền Ấn Độ - Mã Lai.